# Zelotes matobensis
Zelotes matobensis FitzPatrick, 2007 è un ragno appartenente alla famiglia Gnaphosidae.

## Etimologia
Il nome della specie deriva dal parco dello Zimbabwe luogo di rinvenimento degli esemplari: il Matobo National Park e dal suffisso latino -ensis che ne indica l'appartenenza.

## Caratteristiche
Questa specie non è stata attribuita a nessun gruppo: si distingue dalle altre per la base dell'embolus piuttosto rialzata e da un largo embolus che ha la parte terminale alata.
L'olotipo maschile rinvenuto ha lunghezza totale è di 5,83mm; la lunghezza del cefalotorace è di 2,92mm; e la larghezza è di 2,08mm.

## Distribuzione
La specie è stata reperita nello Zimbabwe occidentale: l'olotipo maschile è stato rinvenuto al Malebe Rest Camp, località situata all'interno del Matobo National Park, appartenente alla provincia del Matabeleland Settentrionale.

## Tassonomia
Al 2016 non sono note sottospecie e dal 2007 non sono stati esaminati nuovi esemplari.